# Teurgia
A teurgia vagy theurgia (ógörög: θεουργία, theourgía) Isten vagy az istenségek közvetlen beavatkozásának kieszközlése emberi közvetítéssel. Olyan mágikus természetűnek tekintett szertartások praxisa, melyeket azzal a szándékkal hajtanak végre, hogy egy vagy több istenség befolyását hívják segítségül, illetve szellemi jelenlétét idézzék meg, különösen az istenivel való egyesülés (henózis) és önmaguk tökéletesítésének elérése érdekében.
A fekete mágiával szemben a teurgia az istenség(ek) erejét közvetítő angyalok vagy szentek segítségére támaszkodik. Kritikusok szerint azonban a megidézett angyalok vagy szentek képében démonok jelennek meg.

## Meghatározások
- Proklosz (5. század): a teurgia "minden emberi bölcsességnél magasabb hatalom, a jövőbelátás áldásainak magunkhoz ragadása, a beavatás megtisztító ereje, egy szóval, az istenivel való megszállottság gyakorlata"[3][4]
- Keith Thomas (20. sz.), történész: "A teurgia vagy spirituális mágia azon az elgondoláson alapul, hogy Isten elérhető a teremtés fokozatain való felemelkedés révén, melyet ima, böjt és áhítatos előkészületek szigorú sora tesz lehetővé."[5]
- Pierre A. Riffard (1946-), filozófus: "A teurgia a mágia egy fajtája. Jótékony szellemek megidézésének mágikus praxisából áll, hogy lássuk, megismerjük és befolyásoljuk őket, például abból a célból, hogy keltsenek életre egy szobrot, vagy hogy szálljanak bele egy emberi lénybe (pl. médiumba), vagy pedig azért, hogy titkokat fedjenek fel."[6]

## Az újplatonizmusban
A teurgia "isteni munkálkodást" jelent. A fogalom először a II. század közepi Káld orákulumok(en) című újplatonista műben jelenik meg: "Mert a teurgosz /teurgiát művelő/ nem a sorsa által uralt tömegek közé tartozik". A nyugati teurgia kiindulópontját a késő-újplatonizmusban, különösen Iamblikhosz filozófiájában találjuk meg. A kései újplatonizmusban a Világegyetemet az abszolút Egy emanációja sorozatának tartják. Az Isteni Intelligencia (Núsz) az Egy kiáradása, a Világlélek (Pszühé) pedig az Isteni Intelligenciáé. Az újplatonisták az Egy abszolút transzcendenciáját (természetfelettiségét) hangsúlyozták és úgy tartották, hogy emanációiban a "magasabb" mindig megváltozik az "alacsonyabb" emanációkban. Plótinosz és Iamblikhosz tanítói: Alexandriai Anatóliusz és Porphüriosz a következő kiáradásokat különböztették meg:
- Hen (τό ἕν), Az Egy: a minden isten felett álló kvalitás nélküli istenség (nem jó és nem rossz)
- Núsz (Νοῦς), Az Isteni Intelligencia: az egyetemes tudat
- Pszüchē (Ψυχή), Lélek: egyéni és Világlélek is
- Physis (Φύσις), Természet.

Plótinosz kontemplációt (részben passzív szemlélődést, részben aktív koncentrációt) szorgalmazott a teurgiát végezni szándékozóknak az istenivel való egyesülés (henózis) céljából. Irányzata tehát egyfajta meditációs-kontemplációs iskola. A Porphüriosz (aki pedig Plótinosztól tanult) tanítvány Iamblikhosz ehhez képest egy sokkal ritualizáltabb teurgiát tanított, mely magában foglalt könyörgést és vallásos és mágikus szertartást is. Iamblikhosz úgy vélte, hogy a teurgia az istenek utánzása és Az egyiptomi, káld és asszír misztériumokról szóló és címet viselő fő művében a teurgikus szertartást "rituális kozmogóniának" írta le, mely a megtestesült lelkeket kozmosz-teremtő és -fenntartó isteni felelősséggel ruházza fel.
Iamblikhosz úgy gondolkodott, hogy a transzcendens nem ragadható meg mentális kontempláció révén, mivel a transzcendens értelem-feletti (szupra-racionális). A teurgia olyan szertartások és cselekvések sorozata, mely a természetfölötti lényeg visszaszerzését célozza a létezés rétegein keresztül, Isten "kézjegyeinek" a visszafejtésével. A műveltség azért fontos, hogy felfogható legyen az Arisztotelész, Platón és Püthagorasz által bemutatott dolgok rendszere. A teurgosz a "hasonlót a hasonlóval" kapcsolja össze munkálkodása során, fizikai síkon, fizikai szimbólumokkal teszi ezt, míg magasabb síkokon mentális, illetve tisztán spirituális praktikákkal. Az anyagban megkezdett istenivel való összekapcsolódás végül eljuttatja oda a teurgoszt, hogy a lélek belső, isteni természete egyesül az Istenivel.

## Juliánusz császárnál
Juliánusz császár (331-363), akit aposztatának, azaz hitehagyottnak is neveznek, újplatonista filozófiát követett és azon munkálkodott, hogy a kereszténység helyett újra az újplatonista "pogányságot" terjessze el. Korai halála és a főáramú kereszténység befolyása megakadályozta ebben, azonban így is néhány filozofikus és teológiával foglalkozó írást alkotott, közöttük egy népszerű naphimnuszt. Pogány teológiájában Héliosz napisten volt az isteni tökéletesség és fény ideális példája, az isteni emanáció jelképe. Kübelé anyaistennő is nagy becsben állt még nála. Juliánusz a szertartásos teurgiát pártfogolta az áldozat és ima hangsúlyozásával. Filozófiai téren is igyekezett aláásni a keresztény vallást. Írásaiban beszélt a zsidók teurgiai jártasságáról, hogy képesek voltak mágia útján egy szellemi lényt rávenni arra, hogy rákényszerítsék az akaratukat. Felújította a hekatombékat is. A filozófus Iamblikhosz ideái erősen befolyásolták.

## Az ezoterikus kereszténységben
Az ezoterikus kereszténység  elfogadja a teurgiát, mint olyan hagyományt, mely nagy jótétemény az egyén számára. Az irányzat legfigyelemreméltóbb tette az volt, hogy hozzásegített az isteni misztériumok megtapasztalásához és egy magasabb tudatosságra emelt Isten és az egyén tudata kapcsolatának megértésében. A teurgia e tudást az egyén saját spirituális természetének emelésére használta. Az ezoterikus kereszténység vonatkozásában a teurgia általában az egyén Felsőbb önvalójával (Felső énjével), vagy Belső istenségével való párbeszéd, de legalább a létezésük tudatosításának gyakorlata. Isten spirituális igazságaira és bölcsességére tanít, mely embertől nem tanulható.
Az ezoterikus kereszténység egyes ágai azt vallották, hogy ha egy ezoterikus keresztény vagy rózsakeresztes vagy teozófus gyakorolja a teurgiát, akkor lehetővé válik számára, hogy mágus vagy adeptus(en) fokozatra emelkedjen a spirituális kiteljesedés egy bizonyos szintje után.
Hagyományos, illetve mágikus értelemben a teurgia a goécia(en) ellentétének fogható fel, annak ellenére, hogy ezt sokan vitatják, azt állítva, hogy átfedés van közöttük.

## A hermeticizmusban
Egyes szervezetek, mint például az Arany Hajnal Hermetikus Rendje az ezoterikus kereszténységhez hasonlóan azt állítják, hogy ők olyan teurgiát tanítanak, amely segíti a spirituális emelkedést, továbbá az önvaló természetének és Istenivel és az Univerzummal való kapcsolatának a jobb megértését. E szervezetnek számos jelentős követője és befolyása volt. Úgy tartották, hogy a teurgisták magányosan praktizálnak, egyedül keresik az isteni fényt szertartások és belső spirituális és pszichológiai kiegyensúlyozódás (harmóniába kerülés) révén. E hermetikus értelmezés hangsúlyozza a hétköznapi tudat sajátos alkotóelemeinek szétválasztását és elemzését, majd újraegyesítését, hogy az egyén tudatossága megváltozzon és ebben az új állapotában megértse és részesüljön a spirituális kegyelemben.

## A judaizmusban
Az újplatonizmushoz nagyon hasonlóan a középkori zsidó kabbalisztikus tradíció az Univerzumot Isten (Ein Szof, vagy Isteni Lényeg) emanációi – név szerint a tíz szefira – sorozatának tartja. Úgy tartják, Isten a szefirák, mint "eszközök" segítségével árasztotta isteni természetét a Teremtésbe, melyeknek személyiség-jellegű tulajdonságaik vannak. A legmagasabb szefira, a Keter, a "Korona" hordozza a legteljesebb isteni fényt, de a legkevésbé elérhető az emberiség számára. Malkuth, legalacsonyabb szefiraként még mindig magasabb az anyagi világnál, így az újplatonizmussal vont párhuzam nem teljes, habár erről a szefiráról azt tartották, hogy Isten olyan aspektusa, mely érzékelhető az anyagi világban. Ezt Sekinaként (Shekinah) is ismerik.
A kabbalista számára Isten az egyetlen, az egység és nem elkülönült istenségek. A tanítások kerülik a többistenhit felé mutató tendenciákat azzal, hogy a szefirák nem képezik ima, hanem inkább meditáció tárgyát, melyben Isten tetteinek megnyilvánulását élik át a világban. Három oszlopba rendeződve képzelték el, olyan elrendezésben, mint amit Életfának hívunk. E meditációkkal a kabbalisták a szétdarabolt világ gyógyulásának teurgikus célját keresték.

## Fordítás
Ez a szócikk részben vagy egészben  a   theurgy című angol Wikipédia-szócikk fordításán alapul.  Az eredeti cikk szerkesztőit annak laptörténete sorolja fel. Ez a jelzés csupán a megfogalmazás eredetét és a szerzői jogokat jelzi, nem szolgál a cikkben szereplő információk forrásmegjelöléseként.